# کاترین دولگوروکوف
شاهزاده خانم کاترین دولگوروکووا (به روسی: Екатери́на Миха́йловна Долгору́кова، به زبان رومی: یکاترینا میخایلوونا دولگوروکووا؛ ۱۴ نوامبر [O.S. ۲ نوامبر] ۱۸۴۷ – ۱۵ فوریه ۱۹۲۲) یک اشراف روسی و دختر شاهزاده دولگور و همسرش میشائیل‌کایاگورو بود.
کاترین معشوقه دیرینه تزار الکساندر دوم بود و بعداً به عنوان همسر به او لقب پرنسس یوریفسکایا (به روسی: Светлейшая княгиня Юрьевская) داده شد. الکساندر و کاترین که قبلاً سه فرزند داشتند در ۱۸ جولای ۱۸۸۰با هم ازدواج کردند، البته پس از مرگ همسر امپراتور، ماری در ۳ ژوئن ۱۸۸۰. فرزند چهارم در نوزادی درگذشت. کاترین با ترور الکساندر دوم در ۱۳ مارس۱۸۸۱ بیوه شد.
پس از مرگ امپراتور، کاترین تقریباً ۳٫۴ میلیون روبل مستمری دریافت کرد و موافقت کرد در ازای دریافت اقامتگاه جداگانه برای خود و سه فرزند، از حق زندگی در کاخ زمستانی یا هر یک از اقامتگاه‌های امپراتوری روسیه صرف نظر کند. او در پاریس و در ریویرا فرانسه اقامت گزید، جایی که او به عنوان یک مهماندار شیک شناخته شد و به داشتن بیست خدمتکار و یک واگن خصوصی راه‌آهن عادت داشت، اگرچه خانواده رومانوف همچنان با تحقیر به او و فرزندانش نگاه می‌کردند. الکساندر سوم پلیس مخفی خود را در جاسوسی از او به کار گرفت و گزارش‌هایی در مورد فعالیت‌های او در فرانسه دریافت کرد. دوک بزرگ جورج الکساندرویچ روسیه از بیماری به عنوان بهانه ای برای اجتناب از معاشرت با او در سال ۱۸۹۵ استفاده کرد. نیکلاس دوم به یاد آورد که کاترین زمانی که دخترش اولگا با کنت مرنبرگ در بهار ۱۸۹۵ ازدواج کرد، از اینکه کاترین از حمایت مالی امتناع کرد آزرده شد. جورج پسر کاترین در نیروی دریایی امپراتوری روسیه شکست سختی داشت، همان‌طور که دوک بزرگ الکسی الکساندرویچ روسیه از طریق نامه به او اطلاع داد، اما جایی در مدرسه سواره نظام به او اعطا شد. کاترین تا چهل و یک سال پس از شوهرش جان سالم به در برد و درست زمانی که پولش تمام می‌شد درگذشت.